# Jimmy Medranda
Jimmy Gerardo Medranda Obando (Mosquera, Colombia, 7 de febrero de 1994) es un futbolista colombiano nacionalizado estadounidense. Juega como Lateral izquierdo en el San Antonio FC de la USL Championship de Estados Unidos.

## Clubes
| Club                               | País           | Temporadas  |
| ---------------------------------- | -------------- | ----------- |
| Deportivo Pereira                  | Colombia       | 2012 - 2013 |
| Sporting Kansas City               | Estados Unidos | 2013 - 2019 |
| Oklahoma City (préstamo)           | Estados Unidos | 2014        |
| Swope Park Rangers (préstamo)      | Estados Unidos | 2016        |
| Sporting Kansas City II (préstamo) | Estados Unidos | 2019        |
| Nashville                          | Estados Unidos | 2019 - 2020 |
| Seattle Sounders                   | Estados Unidos | 2020 - 2022 |
| Columbus Crew                      | Estados Unidos | 2023        |
| Deportivo Cali                     | Colombia       | 2024        |
| San Antonio FC                     | Estados Unidos | 2025 - act. |

## Estadísticas
| Club                                | Div                 | Temporada           | Liga  | Liga  | Copa Nacional | Copa Nacional | Copa Internacional | Copa Internacional | Total | Total |
| Club                                | Div                 | Temporada           | Part. | Goles | Part.         | Goles         | Part.              | Goles              | Part. | Goles |
| ----------------------------------- | ------------------- | ------------------- | ----- | ----- | ------------- | ------------- | ------------------ | ------------------ | ----- | ----- |
| Deportivo Pereira · Colombia        | 2ª                  | 2012                | 2     | 0     | 1             | 0             | -                  | -                  | 3     | 0     |
| Deportivo Pereira · Colombia        | 2ª                  | 2013                | 7     | 1     | 6             | 1             | -                  | -                  | 13    | 2     |
| Deportivo Pereira · Colombia        | Total               | Total               | 9     | 1     | 7             | 1             | 0                  | 0                  | 16    | 2     |
| Oklahoma City Estados Unidos        | 3ª                  | 2014                | 9     | 0     | 0             | 0             | -                  | -                  | 9     | 0     |
| Oklahoma City Estados Unidos        | Total               | Total               | 9     | 0     | 0             | 0             | 0                  | 0                  | 9     | 0     |
| Sporting Kansas City Estados Unidos | 1ª                  | 2013                | 1     | 0     | 0             | 0             | -                  | -                  | 1     | 0     |
| Sporting Kansas City Estados Unidos | 1ª                  | 2014                | 5     | 0     | 0             | 0             | 1                  | 0                  | 6     | 0     |
| Sporting Kansas City Estados Unidos | 1ª                  | 2015                | 7     | 0     | 0             | 0             | -                  | -                  | 7     | 0     |
| Sporting Kansas City Estados Unidos | 1ª                  | 2016                | 29    | 1     | 2             | 0             | 1                  | 0                  | 32    | 1     |
| Sporting Kansas City Estados Unidos | 1ª                  | 2017                | 34    | 2     | 5             | 0             | -                  | -                  | 39    | 2     |
| Sporting Kansas City Estados Unidos | 1ª                  | 2018                | 12    | 2     | 0             | 0             | -                  | -                  | 12    | 2     |
| Sporting Kansas City Estados Unidos | 1ª                  | 2019                | 10    | 0     | 1             | 0             | -                  | -                  | 11    | 0     |
| Sporting Kansas City Estados Unidos | Total               | Total               | 98    | 5     | 8             | 0             | 2                  | 0                  | 108   | 5     |
| Seattle Sounders Estados Unidos     |                     |                     |       |       |               |               |                    |                    |       |       |
| 1.ª                                 | 2020                | 3                   | 0     | -     | -             | 0             | 0                  | 3                  | 0     |       |
| Total                               | Total               | 3                   | 0     | -     | -             | 0             | 0                  | 3                  | 0     |       |
| Total en su carrera                 | Total en su carrera | Total en su carrera | 119   | 6     | 15            | 0             | 2                  | 0                  | 136   | 7     |

## Palmarés

### Campeonatos nacionales
| Título                   | Club                 | País           | Año  |
| ------------------------ | -------------------- | -------------- | ---- |
| Lamar Hunt U.S. Open Cup | Sporting Kansas City | Estados Unidos | 2017 |
| Conferencia Oeste (MLS)  | Seattle Sounders     | Estados Unidos | 2020 |
| MLS Conferencia Oeste    | Columbus Crew        | Estados Unidos | 2023 |

### Torneos internacionales
| Título            | Club             | País              | Año  |
| ----------------- | ---------------- | ----------------- | ---- |
| Liga de Campeones | Seattle Sounders | América del Norte | 2022 |